# 磁流體發電
磁流体发电技术是一种新型的高效发电方式，由于无需经过机械转换环节，所也称之为直接发电，燃料利用效率显著提高，用燃料（石油、天然气、燃煤、核能）直接加热成易于电离的气体，使之在2000℃高温下电离成导电的离子流，然后让其在磁场中高速流动切割磁力线，产生感应电动势即由热能直接转换成电能，这种技术也称为等离子体发电。
為了磁流体的离子化横切穿过磁场时，按电磁感应定律，等离子体的正负粒子在磁场作用下分离，而聚集在与磁力线平等的两个面上，由于电荷的聚集从而产生电。
本技術難點在於需要钾、铯等微量碱金属的惰性气体如氦、氩等作为工质，所以氣體大規模且可接受成本的氣體合成技術為一難關；另一方面，磁流体高温陶瓷通道需長期在2000-3000K温度工作，而電極在高溫惰性气体下工作也容易腐蝕，因而材料加工術為另一大難關。

## 各國發展

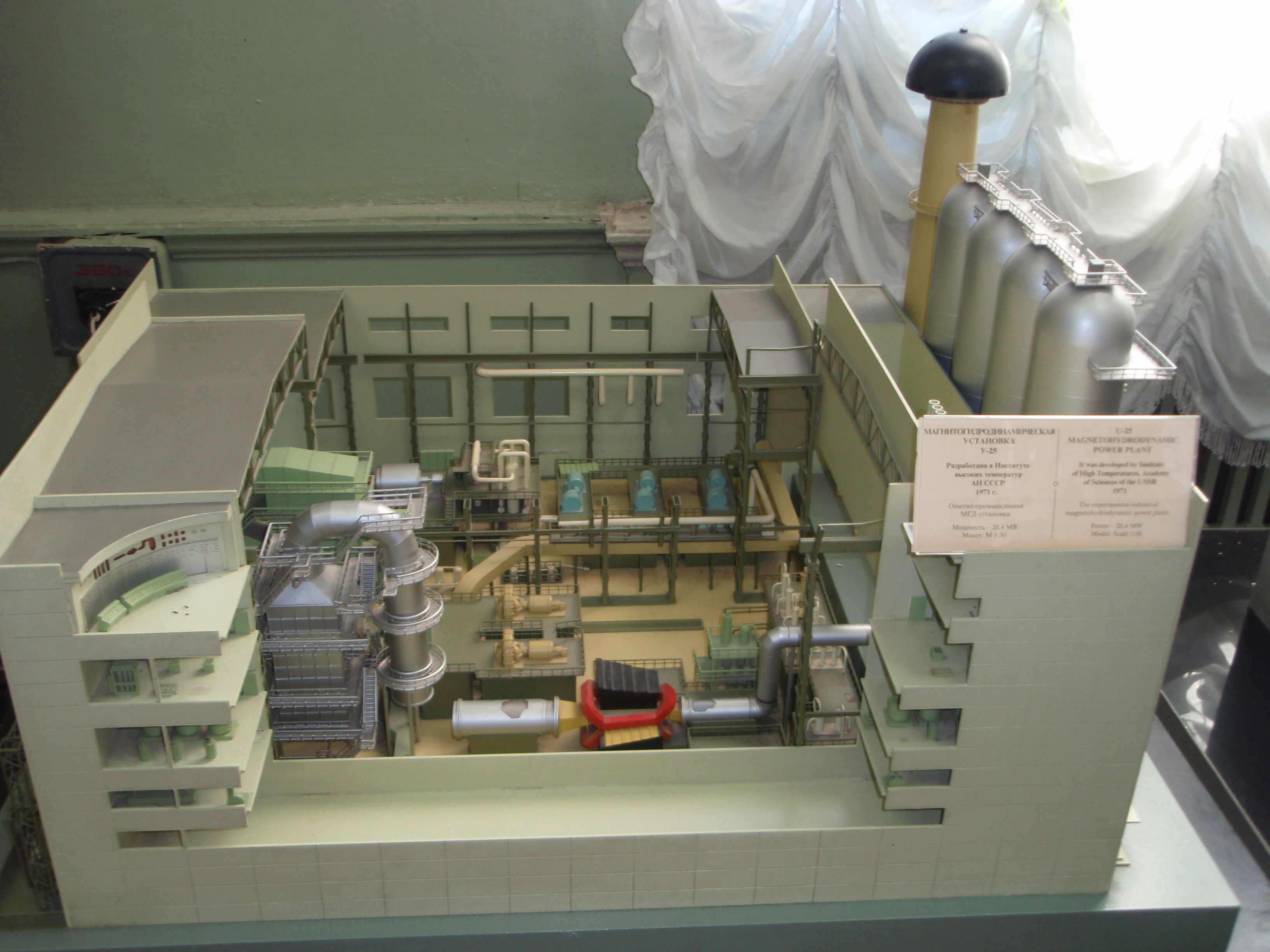
俄國U-25裝置

- 中華人民共和國於鄧小平改革開放後欽點的863計劃綱領中，將燃煤磁流体发电列為重點能源研發項目。
- 俄羅斯莫斯科北郊U-25装置是以天然气作燃料的磁流体发电廠，额定功率20.5兆瓦。
- 日本1978-1993年間通產省和產業技術總合研究院補助「月光計畫」加以研究。